# Gemelle Kessler
Le Gemelle Kessler (in tedesco Die Kessler-Zwillinge) sono un duo artistico tedesco composto dalle sorelle Alice ed Ellen Kessler (Nerchau, 20 agosto 1936), che ha avuto grande notorietà in Italia a partire dagli anni sessanta.

## Biografia
Sono le figlie di Paul, ingegnere meccanico, ed Elsa Kessler.

### Carriera

#### Gli inizi
Native di Nerchau, cittadina della Sassonia, che dopo la seconda guerra mondiale viene inclusa nella Repubblica Democratica Tedesca, frequentano la scuola di danza fin dall'età di sei anni. A undici anni sono avviate al programma per adolescenti del Teatro d'Opera di Lipsia e, a diciotto, fuggono dalla RDT rifugiandosi nella Germania Ovest per intraprendere la carriera di danzatrici al Palladium di Düsseldorf.
Fra il 1955 e il 1960 si esibiscono al Lido di Parigi con il corpo di ballo delle Bluebell Girls di Margaret Kelly; nel 1959 rappresentarono la Germania Ovest all'Eurovision Song Contest, classificandosi ottave con Heute Abend wollen wir tanzen geh'n. Nello stesso periodo interpretano diversi film, prevalentemente commedie musicali, quasi tutti inediti in Italia.

#### Il successo
Alice ed Ellen si trasferiscono in Italia il 16 gennaio 1961 e, subito nello stesso anno, acquisiscono notorietà con la partecipazione alla trasmissione televisiva di grande successo Giardino d'inverno, iniziata il 21 gennaio con la regia di Antonello Falqui, l'orchestra diretta dal maestro Gorni Kramer, le coreografie di Don Lurio e la partecipazione di Henri Salvador e del Quartetto Cetra: le gemelle lanciano i brani Pollo e champagne e Concertino, cover della canzone del 1959 del Quartetto Cetra. Il gradimento del pubblico convince la Rai a includerle nel cast di Studio Uno, in cui cantano la sigla di apertura Da-da-un-pa.
A partire da quel momento la loro carriera si sviluppa su più fronti, dagli spettacoli leggeri teatrali, ai programmi televisivi, al cinema (prevalentemente partecipazioni speciali, come ne Il giovedì, del 1963, diretto da Dino Risi, I complessi, del 1965, accanto ad Alberto Sordi), al teatro impegnato di Bertolt Brecht. Non godono negli Stati Uniti d'America di particolare notorietà, pur apparendo nel 1963 come danzatrici nel film Sodoma e Gomorra. Nello stesso anno la rivista Life dedica loro una copertina.
Nel 1964 partecipano alla Biblioteca di Studio Uno di Antonello Falqui insieme al Quartetto Cetra: nella puntata dedicata all'Odissea interpretano la parte delle sirene. Sono anche nel cast dell'edizione del 1965 di Studio Uno, cantando la sigla La notte è piccola, destinata a diventare una delle loro canzoni più celebri. Prendono parte a numerose trasmissioni di prestigio dell'epoca, come La prova del nove e Canzonissima (1969), dando vita a una nutrita discografia costituita da 45 giri. Girano anche caroselli per una marca di calze da donna: le loro gambe provocanti fanno scandalo e la RAI impone loro l'uso nei programmi televisivi di pesanti calze scure di nylon.

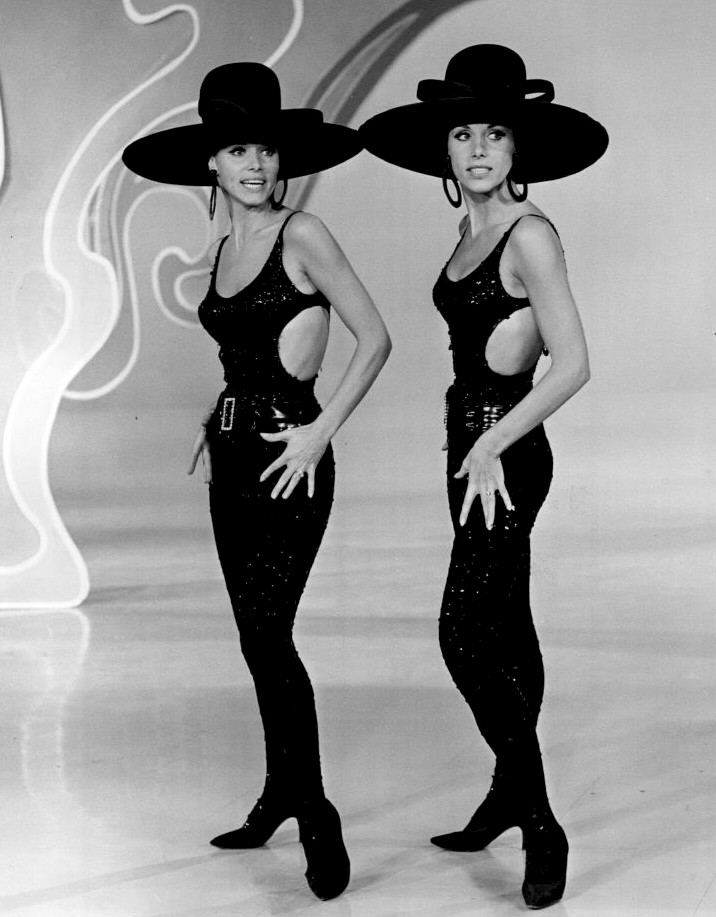
Le Kessler nel 1966 al Danny Kaye Show

Negli anni settanta diradano le loro apparizioni televisive, recitando in teatro in commedie musicali di Garinei e Giovannini e ancora in televisione come attrici in telefilm come K2 + 1 diretta da Luciano Emmer, accanto a Johnny Dorelli. Nel 1974 sono invitate al varietà del sabato sera Milleluci, condotto da Mina e da Raffaella Carrà. Nello stesso anno, poco dopo, accettano di posare per l'edizione italiana del periodico Playboy, che tocca in quell'occasione il picco massimo di copie vendute fino ad allora.
Negli anni ottanta conducono in Rai le trasmissioni Buonasera con... Alice ed Ellen Kessler (Rete 2, 1981), la seconda edizione di Al Paradise (Rai 1, 1984) e La fabbrica dei sogni (Rai 3, 1987-1988), apparendo anche come ospiti in altri programmi.

#### Dopo il 1986
Nel 1986 le gemelle tornano in Germania e si stabiliscono a Grünwald, sobborgo di Monaco di Baviera, pur non trascurando frequenti ritorni in Italia, soprattutto per partecipare a trasmissioni televisive. I governi di Germania e Italia conferiscono alle Gemelle Kessler riconoscimenti per l'opera di promozione della cooperazione fra entrambi i paesi svolta con la loro attività artistica. Nel 1990 fanno parte della seconda edizione del varietà estivo di Canale 5 Una rotonda sul mare come cantanti in gara, e si cimentano per l'ultima volta come conduttrici nel 2004 per il varietà comico di Italia 1 Super Ciro.
Nell'ottobre 2011, dopo trent'anni di assenza dal palcoscenico, le Gemelle Kessler tornano in scena nei teatri italiani come protagoniste del musical Dr. Jekyll e Mr. Hyde, diretto da Giancarlo Sepe e tratto dal romanzo di Robert Louis Stevenson. Compaiono al fianco di Ulrich Tukur anche in un episodio della serie televisiva tedesca Tatort, trasmessa sul canale ARD. Nel 2012 cantano il brano di Carmen Miranda The Lady in the Tutti Frutti Hat, colonna sonora del film Good As You - Tutti i colori dell'amore. In occasione del Festival di Sanremo 2014 sono ospiti della seconda serata della kermesse.

## Vita privata
Alice è stata a lungo la compagna del cantante Marcel Amont e poi dell'attore Enrico Maria Salerno, mentre Ellen è stata per molti anni la compagna dell'attore Umberto Orsini e ha raccontato di essere stata, per una notte, amante dell'attore Burt Lancaster nel suo periodo parigino del 1956.
Entrambe, ritiratesi dallo spettacolo, sono tornate a vivere in Germania, a Monaco di Baviera, ciascuna in un appartamento comunicante con quello dell'altra.

## Discografia italiana

### 33 giri
- 1966 - Le gemelle Kessler a Studio Uno (CBS, 02787)
- 1967 - Viola, violino e viola d'amore (RCA Italiana, APSL 10429; con Enrico Maria Salerno)
- 1970 - Around the World (Valiant, ZSLV 5522)

### 45 giri
- 1961 - Pollo e champagne/Concertino (Polydor, NH 66558)
- 1961 - Da-da-un-pa/Monoton Blues (Polydor, NH 66570; pubblicato con la denominazione Kessler Sisters)
- 1962 - Champagne Twist/Leopardo blues (Polydor, NH 66575)
- 1964 - Ciao a tutti/E la storia continuò (Polydor, NH 54 801)
- 1964 - Si vede/Il pesciolino d'oro (Polydor, NH 54 819)
- 1965 - La notte è piccola/Lasciati baciare col letkiss (Derby, DB 5110)
- 1965 - L'estate è corta/È fiorito il limone (Derby, DB 5122)
- 1965 - Lasciati baciare col letkiss/Ay, Ay, Ay (Derby, DB 5125)
- 1965 - Il giro/Sei baciabile (CBS, 1746)
- 1966 - Su e giù/Se non sono giovani (CBS, 2212)
- 1967 - Un amore come dico io/Tranquillamente senza di te (RCA Italiana, PM 3435; lato A canta Enrico Maria Salerno, lato b canta Ellen)
- 1967 - Viola, violino e viola d'amore/Poco... poco (RCA Italiana, PM 3436)
- 1967 - Aufwiedersehen/Creep (CBS 2837)
- 1969 - Star!/Willie-O (Carosello, Cl 20218)
- 1969 - Quelli belli come noi/La sveglia del cuore (Carosello, Cl 20238)
- 1970 - Rose di neve/Saprai, saprai... (Valiant, ZV 50086)
- 1980 - Scioglilingua/Ma la domenica (For Sale, 14308)

## Filmografia

### Cinema
- Solang' es hübsche Mädchen gibt regia di Arthur Maria Rabenalt (1955)
- Der Bettelstudent, regia di Werner Jacobs (1956)
- La garçonne, regia di Jacqueline Audry (1957)
- Vier Mädel aus der Wachau, regia di Franz Antel (1957)
- Scherben bringen Glück, regia di Ernst Marischka (1957)
- Die Zwillinge vom Zillertal, regia di Harald Reinl (1957)
- Mit Rosen fängt die Liebe an, regia di Peter Hamel (1957)
- Der Graf von Luxemburg, regia di Werner Jacobs (1957)
- Tabarin, regia di Richard Pottier (1958)
- Mein Mädchen ist ein Postillion, regia di Rudolf Schündler (1958)
- Le bellissime gambe di Sabrina, regia di Camillo Mastrocinque (1958)
- Gräfin Mariza, regia di Rudolf Schündler (1958)
- Mein Schatz ist aus Tirol, regia di Hans Quest (1958)
- La paloma, regia di Paul Martin (1959)
- Misterius (Les magiciennes), regia di Serge Friedman (1960)
- La francese e l'amore, Film a episodi, registi vari (1960)
- Gli invasori, regia di Mario Bava (1961)
- Rocco e le sorelle, regia di Giorgio Simonelli (1961)
- Der Vogelhändler, regia di Géza von Cziffra (1962)
- Hochzeitsnacht im Paradies, regia di Paul Martin (1962)
- Sodoma e Gomorra (Sodom and Gomorrah), regia di Robert Aldrich (1962)
- Die kleinste Schau der Welt, regia di Michael Pfleghar (1963)
- Die Tote von Beverly Hills, regia di Michael Pfleghar (1964)
- Canzoni, bulli e pupe, regia di Carlo Infascelli (1964)
- Il giovedì, regia di Dino Risi (1964)
- I complessi - episodio Guglielmo il dentone, regia di Luigi Filippo D'Amico (1965)

### Televisione
- Die lachende Dritte - Film TV, solo Ellen (1961)
- Zu jung um blond zu sein - Film TV, solo Ellen (1961)
- Perpetuum Musicale - Eine Revue ohne Aufenthalt - Film TV (1963)
- Biblioteca di Studio Uno - Serie televisiva (1964)
- Z2 operazione Circeo - Film TV (1966)
- Andere Zeiten - andere Sitten - Film TV (1967)
- Festival der Stars - Film TV (1969)
- K2 + 1, regia di Luciano Emmer (1971) - serie TV in sette episodi
- Sez Les - Serie TV (1973)
- Hallo Peter - Serie TV (1975)
- Wonderful Gitte aus Kopenhagen - Film TV (1978)
- Pension Corona - Serie TV (1990)
- Ein Schloß am Wörthersee - Serie TV (1991)
- Auf eigene Gefahr - Serie TV (1996)
- Balko - Serie TV (2000)
- Tatort - Serie TV (2011)

## Teatro
- Viola, violino viola d'amore, regia di Garinei e Giovannini (1967)
- Kessler Cabaret (1980)
- Follies (Theater des Westens - Berlin, 1991)
- Dr. Jekyll e Mr. Hyde, regia di Giancarlo Sepe (2011)

## Programmi televisivi
- Eurovision Song Contest (Programma Nazionale, 1959) - come cantanti in gara
- Giardino d'inverno (Programma Nazionale, 1961)
- Studio Uno (Programma Nazionale, 1961-62 - 1965 - 1966)
- La prova del nove (Programma Nazionale, 1965)
- Stasera (Programma Nazionale, 1969)
- Canzonissima (Programma Nazionale, 1969-1970)
- Buonasera con... Alice ed Ellen Kessler (Rete 1, 1981)
- Al Paradise (Rai 1, 1984)
- La fabbrica dei sogni (Rai 3, 1987-1988)
- Una rotonda sul mare (Canale 5, 1990) - come cantanti in gara
- Super Ciro (Italia 1, 2004)

### Apparizioni come ospiti
- The Red Skelton Show - (programma televisivo americano, 1963)
- The Bruce Forsyth Show - (Programma televisivo americano, 1969)
- Teatro 10 (1972)
- Milleluci (quarta puntata, Rete 1, 1974)
- 8 x 1 in Noten - (programma televisivo tedesco, 1976-1978)
- Settimo anno (quarta puntata, 1978)
- Dalli Dalli - (programma televisivo tedesco, 1978 e 1984)
- Palcoscenico (seconda puntata, 1980)
- Trent'anni della nostra storia (Rai 1, 1984)
- Pronto, Raffaella? (Rai 1, 1984)
- Ballando con le stelle (presidenti di giuria della quinta puntata, Rai 1, 2005)
- Io canto (Canale 5, 2010)
- I soliti ignoti (Ellen partecipa come identità nascosta, Rai 1 2011)
- La prova del cuoco - Speciale Lotteria Italia (Rai 1, 2012)
- Le invasioni barbariche (undicesima puntata, LA7, 2012)
- Festival di Sanremo 2014 (Rai 1, 2014)
- Domenica Live (Canale 5, 2018)
- CR4 - La Repubblica delle Donne (Rete 4, 2019)